# Дружба народов (телесериал)
«Дружба народов» — российский комедийный телевизионный сериал, посвящённый работе жизни русско-кавказской семьи. Премьера телесериала состоялась 3 марта 2014 года на телеканале «ТНТ».
22 марта 2015 года генеральный директор телеканала «ТНТ» Игорь Мишин в эфире радиостанции «Эхо Москвы» официально объявил о том, что второго сезона у телесериала не будет.

## Сюжет
Джабраил и Лена Муслимовы — врачи-стоматологи. Они воспитывают двоих детей: школьников Камиллу и Сашу, и постоянно вместе со своими многочисленными друзьями и родственниками попадают в курьёзные ситуации. У Муслимовых своя стоматологическая клиника.

## В ролях
| Актёр              | Роль                                                               |
| ------------------ | ------------------------------------------------------------------ |
| Теймураз Тания     | Джабраил Муслимов глава семейства Муслимовых, лезгин               |
| Екатерина Скулкина | Елена Муслимова супруга Джабраила Муслимова, казачка               |
| Диана Бабаян       | Камилла Джабраиловна Муслимова старшая дочь Джабраила и Елены      |
| Даниил Оганджанян  | Александр Джабраилович Муслимов младший сын Джабраила и Елены      |
| Рамиль Сабитов     | Мурат Абуев двоюродный брат Джабраила Муслимова, бизнесмен, бандит |
| Гия Гогишвили      | Тимур Муслимов дядя Джабраила Муслимова, бывший заключённый        |
| Ашот Кещян         | Руслан друг Джабраила                                              |
| Халил Мусаев       | Раджаб Муслимов родной брат Джабраила Муслимова                    |

## Серии
| № серии | Описание серии | Премьера      |
| ------- | --- | ------------- |
| 1       | Лена и Джабраил Муслимовы собираются отметить 15-летие свадьбы. Но чуть раньше друг Джабраила Руслан попросил взять на работу в стоматологическую клинику Муслимовых свою новую любовь — массажистку Свету. И теперь, похоже, юбилей превратится в развод… | 3 марта 2014  |
| 2       | Муслимовы никак не могут завести третьего ребёнка. Джабраил идёт сдавать спермограмму и он идёт в клинику репродукции, где встречает своего дальнего родственника — авторитетного бизнесмена Мурада. И когда в прессе появляется слух, что у Мурада Абуева проблемы с потенцией, Джабраила подозревают в разглашении информации.                                                                  | 4 марта 2014  |
| 3       | В день ВДВ из Краснодара к Муслимовым приезжает родной брат Лены Вова и дальний родственник — бывший ВДВ-шник Серёга. Серёга оказывается ксенофобом, ругается с Джабраилом, а затем уходит из дома и пропадает. По просьбе жены Джабраил идёт его искать и нарывается на пьяных ВДВ-шников, а позже и на трезвых кавказцев.                                                                       | 5 марта 2014  |
| 4       | Джабраил обнаруживает у дочери Камиллы в соцсети статус «замужем за Андрюхой „Перцем“ Рудневым» и требует привести парня домой знакомиться. Придя домой, он обнаруживает ещё одного перца, который делает массаж его жене Лене. Вот интересно: массаж это секс или нет? | 13 марта 2014 |
| 5       | Узнав, что Джабраил подолгу сидит на сайте для взрослых, Лена напивается и уходит из дома. Мама Джабраила, Заира Шамильевна, вызвала телемастера и ударила его чайником по голове. Джабраил застаёт Камилу за курением, а Саша разбивает мальчику голову за ксенофобию. | 17 марта 2014 |
| 6       | Муслимовы собираются на концерт, но Джабраил забыл купить билеты. Придётся брать с рук и втридорога. А тут ещё одна новость: на этот же концерт собирается теща Ольга Ивановна. Опять придет в декольте и опозорит его перед родней! Но хуже всего, что к Лене пристали на улице два дагестанских подростка — Зага и Мага.                                                                        | 19 марта 2014 |
| 7       | Камилла собирается играть в школьном спектакле «Братья Карамазовы». Но Джабраил против, ведь он считает, что в этой постановке очень много разврата. | 6 марта 2014  |
| 8       | В клинику приходит старый знакомый Лены из Краснодара, а теперь зампрокурора округа Огурцов. Джабраил выясняет, что это и есть единственный мужчина, с которым Лена занималась любовью до него. Племянник Джабраила Артур угоняет чужую машину, и Луиза просит Джабраила обратиться к Огурцову за помощью.                                                                                        | 11 марта 2014 |
| 9       | К Муслимовым из Махачкалы приезжает брат Раджаб с новой женой Джамилей, надёжно спрятанной под никабом. Раджаб просит Муслимова по-братски прогулять его жену по московским магазинам. А Камила приводит домой своего нового парня — протестанта со странным именем Велимир. Дома их встречают Раджаб и его любимая жена.                                                                         | 1 апреля 2014 |
| 10      | Руслан приходит к Джабраилу весь в побоях и объясняет, что на него напали националисты. Лена убеждает Джабраила забрать деньги у дагестанского чемпиона мира по борьбе, который уже год лечится у них в долг. А Саша Муслимов узнал, что девушкам нравятся обрезанные парни, и теперь ходит в юбке.                                                                                               | 18 марта 2014 |
| 11      | Георгий Николаевич устраивает пьяный дебош на мусульманских похоронах родственника Джабраила, а Камилла от желания выпендриться берёт у школьного приятеля экстази и приносит домой. Джабраил по ошибке принимает таблетку и под кайфом идёт на венчание одной из подруг Лены. |               |
| 12      | Саша стал надолго запираться в ванной, Джабраил с Русланом уверены, что с мини-джигитом происходит то самое. Одна беда — стены Сашиной комнаты завешаны не постерами из «Плейбоя», а мужиками-спортсменами в двусмысленных позах. Пора вызывать мальчику проститутку! | 20 марта 2014 |
| 13      | Джабраил с Леной приглашают домработницу-лезгинку Цавар и вместе с ней в доме Муслимовых постепенно начинает тусоваться вся её родня. Доктор прописывает Джабраилу массаж простаты, об этом узнают Руслан и дядя Тимур и издеваются над Джабраилом. Лена решает делать Джабраилу массаж простаты на дому, за этим делом их застает Цавар и требует денег за молчание.                             | 12 марта 2014 |
| 14      | Саша Муслимов влюблён в одноклассницу Камилы Илону, а Джабраил подозревает, что эта самая Илона — его незаконнорождённая дочь. Но беда не приходит одна и в офис к Джабраилу заглянули земляки, собирающие всем дагестанским миром деньги на спасение «Анжи». | 24 марта 2014 |
| 15      | Джабраилу по почте приходит фотография, компрометирующая Мурада. Адресат требует заплатить ему 500 тысяч долларов, иначе грозит выложить её в интернет с подписью: из личного архива Муслимова. У Джабраила выбор: показать фотку Мураду и быть убитым сразу или дождаться, пока она появится в интернете, и быть убитым через пару дней.                                                         | 31 марта 2014 |
| 16      | Артур выбрал в качестве жены таджичку. Родственники кричат о вырождении нации. Муслимовы получают престижную международную награду. В телевизионном интервью Джабраил забыл упомянуть, что клиника принадлежит не только ему, но и жене. | 25 марта 2014 |
| 17      | Отец Лены развёл целую ферму свиней, а заодно и старшего брата Джабраила Раджаба. А Джабраил ведёт родственников на матч московского «Спартака» против «Анжи». Все бы ничего, но купил он билеты на сектор фанатов «Спартака». | 27 марта 2014 |
| 18      | Из сейфа Муслимовых пропала двухнедельная выручка. В этот же день у дяди Тимура появились дорогие часы, у администратора Ирочки — новая машина, у доктора Вити — путёвка в отель класса люкс, а у Руслана — шикарный телефон. Джабраил с Леной собираются написать заявление в полицию. | 26 марта 2014 |
| 19      | Джабраил решает устроить Лене романтический вечер, но в порыве страсти у него случается сердечный приступ и доктор скорой помощи на три месяца запрещает ему заниматься сексом. Пока Муслимов лежит в больнице, дядя Тимур приводит в офис любовницу и представляется ей хозяином клиники Джабраилом. Лена застаёт в своём кабинете пьяную женщину, которая говорит, что она — подруга Джабраила. | 2 апреля 2014 |
| 20      | 30 декабря Лена собирается на один день лететь в Новосибирск на церемонию «Дантист года». Вся семья собирается у Муслимовых наряжать ёлку. Внезапно выбивает пробки, и Георгий Николаевич в темноте по ошибке щипает за попу Заиру Шамильевну. В ходе грандиозного скандала Лена угрожает Джабраилу встретить Новый год в Новосибирске.                                                           | 3 апреля 2014 |